# Zainabad (Kathiawar)
Zainabad war ein kleiner Fürstenstaat in Britisch-Indien auf der Halbinsel Kathiawar, der als Teil der Western India States Agency verwaltet wurde. Die Volkszählung 1921 ergab 3456 Einwohner (1931: 3414), die auf 78 km² lebten. Der Titel des Herrschers war Malek. Der Herrscher trat am 15. Februar 1948 der indischen Union bei. Zainabad gehört seit der Neuordnung der Bundesstaaten im Jahre 1960 zu Gujarat.

## Geschichte
Zainabad (23° 17′ N, 71° 46′ O), das manchmal auch als Jainabad bezeichnet wird, lag zwischen den Dörfern Dasada und Patdi im äußersten Nordwesten der Eastern Kathiawar Agency. Es wurde erst im 20. Jahrhundert eine selbständige Einheit. Vorher gehörte es zum Taluk Dasada. Die sieben Dörfer waren auf fünf Stückchen Land verteilt, die innerhalb der Thanas von Jhinjhuvada bzw. Dasada lagen. Das Dorf Mithapur war von britischem Gebiet umschlossen. Bei der Gebietsreform 1943 wurde das Gebiet Baroda zugeschlagen.
Dynastie
Der Talukdar von Zainabad führte seine Herkunft auf einen muslimischen Heiligen aus Multan, Baha-ud-din Zakariya, genannt Bahawal Haq Multan zurück. Einer seiner Nachfahren, Nasir ud-Din soll im 13. Jahrhundert vom Chef von Pātdi getötet worden sein. Dessen Sohn nahm Rache, woraufhin ihm der Herrscher von Ahmedabad mit der Domäne von Dasada belehnte. Die Briten verliehen dem Herrscher minimale Befugnisse als Gerichtsherr (3 Monate Haft oder 200 Rs. Geldstrafe, Zivilsachen bis 500 Rs.) Herrscher zur Kolonialzeit, soweit bekannt:
- Bavasaheb Malukbhai
- Jorawar Khan Bavasaheb, † 1906
- Zain Khan Jorawar Khan, * 1. Okt. 1885, reg. 9. Feb. 1906, † Jan. 1923, in seiner Amtszeit wurde der „Staat“ eigenständig. Sein Wohnort seit 1903, das Dorf Kalada, wurde nach ihm in Zainabad umbenannt.
- Aziz Mahomed Khanji Zainkhanji,  * 22. Juni 1917, reg. 26. Jan. 1923 (bis 1948)
- Prätendent: Mahomed Shabbirkhanji Mahomed Azizkhanji, * 1941